# ジョルジュ・テイシェイラ
ジョルジュ・フィリペ・アヴェリーノ・テイシェイラ（Jorge Filipe Avelino Teixeira、1986年8月27日 - ）は、ポルトガル・リスボン出身のプロサッカー選手。AVSフトゥボルSAD所属。ポジションはDF。

## クラブ経歴
スポルティングCPの下部組織で育成されたが、トップ昇格は出来ず退団。その後は国内の下位リーグ所属クラブやキプロスのクラブを転々とした。
2010年7月、イスラエルのマッカビ・ハイファFCからスイスのFCチューリッヒに120万ドルで移籍。2013年1月、イタリアのACシエーナにレンタル移籍。
2014年5月、スタンダール・リエージュと3年契約を結んだ。
2016年1月19日、チャールトン・アスレティックFCと4年半契約を結んだ。
2017年7月15日、シント＝トロイデンVVと3年契約を結んだ。

## 所属クラブ
ユース
- スポルティングCP 1997-2005

シニア
- カサ・ピアAC 2005-2006
- オディヴェラスFC（英語版） 2006-2007
- CDファティマ（英語版） 2007-2008
- アトロミトス・イェロスキプー（英語版） 2008
- AEパフォス 2009
- マッカビ・ハイファFC 2009-2010
- FCチューリッヒ 2010-2014

→ ACシエーナ (loan) 2013
- スタンダール・リエージュ 2014-2016
- チャールトン・アスレティックFC 2016-2017
- シント＝トロイデンVV 2017-2023
- AVSフトゥボルSAD 2023-